# 哈剌那海
哈剌那海，元朝政治人物，曾任枢密院副使。至正十七年（1357年），为参知政事。至正二十年（1360年），复任参知政事。至正二十三年（1363年），为大同分省平章政事。至正二十七年（1367年），升中书平章政事，后分省河东。